# Mission Valley Center (Tranvía de San Diego)
Mission Valley Center es una estación del Trolley de San Diego localizada en Mission Valley, barrio de San Diego, California funciona con la línea Verde y el Servicio de Eventos Especiales. La estación de la que procede a esta estación es Hazard Center y la estación siguiente es Río Vista.

## Zona
La estación se encuentra localizada en Camino De La Reyna y cerca del centro comercial Westfield Mission Valley.

## Conexiones
La estación no cuenta con conexiones directas de rutas, sin embargo las rutas cercanas son la Ruta 6 hacia North Park/30th & University. 